# Sherwin-Williams
Sherwin-Williams est une entreprise spécialisée dans la fabrication de matériaux de construction et connue notamment pour la production et la distribution de peinture. Son siège social est situé à Cleveland aux États-Unis.

## Histoire
En 2004, Sherwin-Williams annonce l'acquisition de Paint Sundry Brands pour 295 millions de dollars et Duron Inc. pour 253 millions de dollars,.
En juin 2007, Sherwin-Williams acquiert M.A. Bruder & Sons, un fabricant et distributeur de peintures et de revêtements.
En novembre 2012, Sherwin-Williams annonce l'acquisition Consorcio Comex, une entreprise de production et de distribution de peinture implantée au Mexique et en Amérique centrale, pour 2,34 milliards de $, mais est débouté et Consorcio Cemex est acquis par PPG Industries.
En mars 2016, Sherwin-Williams lance une offre d'acquisition sur Valspar pour 9,3 milliards de dollars.

## Dans la culture populaire
Le groupe américain Lambchop utilise le nom de l'entreprise dans sa chanson The new cob web summer, sur l'album Is a woman (2002) : 
The last thought that you think today / Has already happened
The link between profound and pain / Covers you like Sherwin-Williams
La peinture Dutch Boy utilise comme logo Le garçon peintre néerlandais (Dutch Boy Painter en anglais) peint en 1907 par Lawrence Carmichael Earle.